# 佐田詠夢
佐田 詠夢（さだ えむ、1987年6月8日 - ）は、日本のピアニスト。

## 人物・来歴
1987年6月8日、長野県諏訪市出身。諏訪聖母幼稚園卒園。ピアノを3歳より始める。6歳の時に洗足学園音楽大学客員教授の松﨑伶子（ピアニスト）の演奏に触れたことがきっかけで、本格的にピアノの道に入る。このため、松﨑を師と仰いでいる。
師の松﨑が教鞭を執る洗足学園高等学校音楽科に進学、続いて洗足学園音楽大学ピアノコースへ進む。大学時代には読売新聞社が主催する第80回新人演奏会に出演した。また大学時代には室内楽について安永徹＆市野あゆみ夫妻や木越洋からレッスンを受けるなどし、洗足学園音楽大学を首席で卒業する。
2011年に紅林弥生とペアを組んでクラシック音楽ユニット『Pretty Bach』を結成してCDを発売している。
大学在学時から現在に至るまで秋山和慶、ウェルナー・ヒンクを始め、国内外の音楽家との共演も精力的にこなしている。
音楽家としての活動の傍ら、故郷である長野の放送局であるテレビ信州にて、『「エムカフェへようこそ。」～ピアニスト佐田詠夢のおしゃべりタイム』（不定期放送）のナビゲーターを務め、2018年4月から2019年3月の番組終了までBS日本（BS日テレ）にてクラシック音楽番組『恋するクラシック』の司会も担当するなど幅広い活動を展開している。

## 家族
父は、シンガーソングライターのさだまさし。兄は、ヴァイオリニストの佐田大陸。夫は、ゴスペラーズの北山陽一。叔父は芸能プロモーターの佐田繁理、叔母は歌手の佐田玲子。

## 出演番組
- 「エムカフェへようこそ。」～ピアニスト佐田詠夢のおしゃべりタイム（テレビ信州、2011年 - ）
- 恋するクラシック（BS日本〈BS日テレ〉、2018年4月 - 2019年3月25日）